# ドリアン・デルヴィト
ドリアン・デルヴィト＝ヴォースー（Dorian Dervite-Vaussoue、1988年7月25日 - ）は、フランス・リール出身のプロサッカー選手。ポジションはディフェンダー。

## 経歴

### クラブ
地元クラブのリールOSCでプレーを始め、2006年にイギリスに渡りトッテナム・ホットスパーFCのアカデミーに入団した。2006年11月のフットボールリーグカップ・ポート・ヴェイルFC戦でトップチームデビュー。
2007年1月に行われたリザーブチームの試合で膝を負傷、長期離脱を余儀なくされた。2009年1月、サウスエンド・ユナイテッドFCにレンタル移籍。加入後すぐにレギュラーに定着し、シーズン終了後のサポーター投票でチーム2番目の高評価を得た。2009-10シーズンよりトッテナムに復帰したが、結局出場機会はなく在籍4シーズンでリーグ戦出場は0に終わった。
その後、ビジャレアルCFのBチームを経てチャンピオンシップのチャールトン・アスレティックFCに移籍。
2014年5月、ボルトン・ワンダラーズFCと3年契約を結んだ。
2018年7月23日、ジュピラー・プロ・リーグのシャルルロワFCに2年契約で移籍。2019年1月にシーズン終了までエールディヴィジ・NACブレダへとレンタルされることが決まった。

### 代表
各カテゴリーで年代別フランス代表に選出されており、2009年のトゥーロン国際大会に参加した。